# Прогулки с динозаврами
«Прогулки с динозаврами» (англ. Walking with Dinosaurs) — научно-популярный сериал канала BBC, рассказывающий о жизни динозавров. Визуальный ряд воссоздан с применением компьютерной графики. Основная часть сериала состоит из шести серий.
Показ фильма «Прогулки с динозаврами» сопровождался рекламным слоганом: «Самое увлекательное телевизионное шоу последних двухсот миллионов лет».
Успех сериала привёл к тому, что BBC Worldwide выпустило несколько отдельных фильмов, продолжающих и дополняющих «Прогулки с динозаврами»; также были выпущены два сериала на палеонтологические темы («Прогулки с чудовищами» — животный мир после динозавров и до появления человека; и «Прогулки с пещерным человеком» — о предках человека).
Было издано также «Прогулки с динозаврами. Интерактивное шоу»: мультимедийное добавление к сериалу. Специальное издание компании BBC. Отчасти компьютерная энциклопедия, отчасти компьютерная игра.

## Структура сериала

### Основные серии
Закадровый голос — Кеннет Брана.
1. «Новая кровь»
Место съемки: Новая Каледония, водопад Мадлен (chute de la madeline)
220 миллионов лет назад — верхний триасовый период (норий) — Аризона (США)
Сухой сезон. Среди бескрайних прерий суперконтинента Пангея пасутся стада плацериасов — гигантских дицинодонтов из отряда терапсид (класс звероящеры), миллионы лет доминировавших, но теперь отживающих своё родственников рептилий. В норах прячутся представители того же отряда, предки млекопитающих — звероподобные тринаксодоны. На плацериасов охотится самый крупный хищник эпохи верхнего Триаса — постозух (из отряда равизухов — дальних родственников крокодилов). Появились одни из первых динозавров — проворные хищники целофизисы, досаждающие и цинодонтам, и раненной самке постозуха. Один из них ловит рыбу из отряда двоякодышащих. Также показаны ранние птерозавры — мелкие петейнозавры.
Показанные животные:
- Целофизис
- Постозух
- Тринаксодон (в фильме назван цинодонтом)
- Плацериас
- Платеозавр
- Петейнозавр
- Современный протоптер
- Стрекоза (показано современное животное)

2. «Время титанов» 
Место съёмки: Редвуд парк, каньон Ферн (Redwood national park, Fern canyon) Чили, Тасмания (Wals of Jerusalim mountines)
152 миллиона лет назад — поздний юрский период (титон) — Колорадо (США)
В этом эпизоде рассказывается о жизни самки диплодока, начиная с того момента, когда ее мать откладывает яйца на опушке хвойного леса. Три месяца спустя из некоторых яиц вылупляются детеныши; на молодых зауроподов охотятся орнитолесты. После вылупления детёныши прячутся в более густых зарослях деревьев. По мере роста они сталкиваются со многими опасностями, в том числе с хищничеством со стороны орнитолестов и аллозавров. Даже стегозавр случайно убивает одного из детенышей, размахивая хвостом и отгоняя пару аллозавров.
Параллельно показаны стада взрослых диплодоков, которые, используя свой огромный вес, опрокидывают деревья, чтобы добраться до листьев саговника и гигантских папоротников.
Через некоторое время почти все молодые диплодоки погибают в результате сильного лесного пожара; на открытые равнины выходят только трое выживших, включая самку. Они встречают нескольких брахиозавров и присоединяются к стаду взрослых диплодоков. Несколько лет спустя самка спаривается, а еще через несколько дней после этого, подвергается нападению самца аллозавра. Ее спасает более крупный диплодок, который сбивает аллозавра с ног хвостом. Она возвращается в стадо; у нее на боку глубокая рана, но она поправится. В заключительной части повествования отмечается, что зауроподы будут только увеличиваться в размерах, став самыми крупными животными, когда-либо жившими на Земле.
Показанные животные:
- Диплодоки
- Анурогнат
- Дриозавр
- Орнитолестес
- Стегозавр
- Аллозавр
- Брахиозавр
- Отниелия
- Красотка (показано современное животное)
- Навозный жук (показано современное животное)

3. «Жестокое море» 
Место съёмки: Новая Каледония «остров Пен» (ile des pins), Багамские острова
149 миллионов лет назад — поздний юрский период (титон) — Оксфордшир (Великобритания)
Типичный представитель — офтальмозавр (Ophthalmosaurus). Питание — хищник (рыба и кальмары). Размеры — до 6 метров в длину, череп — до 1 метра в длину. Вес — до 1 тонны. Основные скопления останков найдены в Аргентине, Англии и Германии. В мелководных морях среди обширных коралловых рифов растут молодые офтальмозавры. Их главными врагами являются акулы гибоды, гигантские плиозавриды — лиоплевродоны и взрослые офтальмозавры. По соседству с этими животными обитают безобидные криптоклиды и головоногие моллюски аммониты.
Показанные животные:
- Офтальмозавр
- Лиоплевродон
- Эустрептоспондил
- Криптоклид
- Лептолепис
- Рамфоринх
- Гибод
- Аммонит
- Примитивный криль (многочисленная стая плывёт мимо рифов ночью)
- Медуза (показано современное животное)
- Мечехвост (показано современное животное)
- Неопределённый вид эккоптарида (очевидно Eccoptarthrus crassipes)
- Кальмар (добыча офтальмозавра)
- Морская черепаха (её трупом лакомятся эустрептоспондилы)
- Коралл
- Неопределённый вид плиозаврида (проплывает за беременной самкой офтальмозавра)

4. «Небесный гигант»
Место съёмки: Новая Зеландия «Национальный парк Папароа» (Paparoa national park) Тасмания (Wals of Jerusalem mountines)
127 миллионов лет назад — ранний меловой период (баррем) — Бразилия — Великобритания — Испания
Типичный представитель — орнитохейр (Ornithocheius). Образ жизни — индивидуальная миграция. Размеры — размах крыльев доходит до 15 метров, длина тела — до 3,5 метров, голова — до 1,5 метров в длину. Вес — до 100 килограммов. Основные скопления останков найдены в Бразилии, Африке, России, Австралии и Англии. 40-летний орнитохейр отправляется в путешествие из Южной Америки к острову Кантабрия на брачные игры. Орнитохейр пролетает над Атлантическим океаном и территорией современных Британских островов и держится на расстоянии от динозавров.
Показанные животные:
- Орнитохейр
- Тапейяра
- Дакотадон (в фильме назван американским игуанодоном)
- Игуанодон
- Полакант
- Гоплитозавр (в фильме назван американским полакантом)
- Ютараптор
- Иберомезорнис
- Плезиоплевродон (наблюдает из-под воды за орнитохейром)
- Заврофтир (сидит на крыле орнитохейра, в фильме назван паразитом)
- Оса (показано современное животное)
- Неопределённый вид птерозавра (несколько особей летят над океаном, позже у одного из них орнитохейр отнимает рыбу)

5. «Духи ледяного леса» 
Место съёмки: Новая Зеландия, лес Уиринаки (Whirinaki forest park)
106 миллионов лет назад — средний меловой период (альб) — Антарктида — Австралия
Типичный представитель — лиеллиназавра (Leaellynasaura). Питание — травоядный (папоротники). Размеры — до 2 метров в длину. Вес — до 40 килограммов. Основные скопления останков найдены в Австралии и Антарктиде. Маленькие лиеллиназавры живут небольшими кланами в папоротниковом лесу в нескольких сотнях километрах от Южного полюса. По соседству с ними обитают крупные травоядные муттабурразавры, хищные австраловенаторы и гигантское земноводное — кулазух, а также некрупные млекопитающие — стероподоны. С наступлением зимы лиеллиназавры впадают в оцепенение в чаще леса, где даже в разгар зимы не очень холодно.
Показанные животные:
- Лиеллиназавра
- Кулазух
- Австраловенатор (в фильме назван полярным аллозавром)
- Муттабурразавр
- Стероподон (похож на современную коати, пытается разорить гнездо лиеллиназавры)
- Уэта (показано современное животное)
- Гаттерия (показано современное животное)
- Москит (показано современное животное)
- Неопределённый вид птерозавра (стая животных пролетает над лесом)

6. «Гибель династии»
Место съёмки: Чили «Национальный парк Конгильио» (Сongullio national park), Новая Зеландия
65, 5 миллионов лет назад — поздний меловой период (маастрихт) — Монтана (США)
Типичный представитель — тираннозавр (Tyrannosaurus). Питание — хищник. Размеры — до 13 метров в длину, до 6 метров в высоту. Вес — до 7 тонн. Основные скопления останков найдены в США и Канаде. Гигантские хищники тираннозавры патрулируют территорию Северной Америки, охотясь на торозавров, анатотитанов и трицератопсов. Никто кроме панцирных анкилозавров не может спастись от чудовищных тираннозавров, но детёныши этих хищников очень уязвимы. Поэтому, когда у двух детёнышей погибает их мать, они оказываются одни перед ликом ужасной катастрофы, которая приводит к вымиранию динозавров и многих других рептилий. На этой катастрофе кончается мезозойская эра. Теперь только окаменевшие останки остались от многих рептилий, миром завладели млекопитающие, чьи крохотные предки долгое время жили в страхе перед чешуйчатыми гигантами, но одной группе потомков динозавров удалось выжить — это птицы.
Показанные животные:
- Тираннозавр
- Дидельфодон
- Анатотитан
- Дромеозавр
- Анкилозавр
- Торозавр
- Кетцалькоатль
- Дейнозух (следит за кетцалькоатлем, подплывает к анатотитанам)
- Трицератопс (им лакомятся тираннозавры)
- Динилизия (готовится к нападению на молодых тираннозавров)
- Пургаторий (наблюдает с дерева за дидельфодоном, погибшая особь лежит среди облака серных испарений)
- Тесцелозавр
- Бабочка (показано современное животное)
- Неопознанный вид архозавра (необычайно малая особь лежит среди облака серных испарений (добыча тираннозавра))

## Спецвыпуски

The Complete Walking with… Collection — сборник вышедший в 2002 году. Бокс-сет из пяти DVD-дисков и включает сериалы «Прогулки с динозаврами» и «Прогулки с чудовищами», три 50-минутных фильма о создании, а также спецвыпуск «Баллада о Большом Але» и дополнительные материалы

### «Баллада о Большом Але»
Год выхода 2000. Состоит из 2 серий по 30 минут. Закадровый голос — Кеннет Брана. В фильме присутствуют некоторые новые виды динозавров, например апатозавр.
 «Баллада о Большом Але» 
В 1991 году в Вайоминге был найден практически полностью сохранившийся окаменевший скелет самца аллозавра, получившего прозвище «Большой Ал» (из-за сохранности скелета, а не из-за размеров). Многочисленные травмы и переломы рёбер, ног и позвоночника, полученные Алом при жизни, позволили ученым воссоздать его историю, наполненную удивительными событиями и захватывающими приключениями, с момента рождения до трагической гибели.
 «История создания» 
Съёмки раскопок Большого Ала, интервью с создателями и учёными, а также секреты создания фильма.

### «В стране гигантов»
Год: 2002. Включает в себя 2 серии по 30 минут. Ведущий — Найджел Марвен
- «Гигантский коготь»

Найджел не только постарается собрать уникальный материал о главном оружии доисторических гигантов, но и попробует спровоцировать на агрессию этих животных. Возможно, ему даже удастся поймать своего первого динозавра.
- «Земля Гигантов»

Найджел, словно охотник в засаде, будет подкарауливать динозавров с высокоточными приборами. Ему доведется увидеть гигантских аргентинозавров, он заберётся на горные хребты, чтобы увидеть птеранодонов с высоты птичьего полёта, а также сможет взмыть в воздух и кружить вместе с ними на своём дельтаплане. Но учёному-исследователю необходимо быть предельно осторожным, ведь никто не застрахован от ночного нападения на лагерь или от встречи с самым кровожадным из хищников — гиганотозавром.

### «Прогулки с морскими чудовищами»
2003 год. 3 серии по 30 минут. Ведущий — Найджел Марвен
Телесериал «Прогулки с морскими чудовищами» рассказывает о приключениях зоолога Найджела Марвена в прошлом, где он посетит 7 самых опасных морей в истории земли.
Первая остановка — Ордовикский период. Там Найджел познакомится с Ракоскорпионами, которые служат пищей для более крупных существ — Ортоконов — гигантских головоногих с длинной раковиной. Следующее по опасности море в Триасовом периоде, где Найджел встретится с примитивным видом ихтиозавров — цимбоспондилом. Далее Найджел попадает в Девонское море, где сталкивается с дунклеостеем — гигантской панцирной рыбой. Затем он отправляется искать базилозавра — древнего кита, в позднем эоцене. Дальше Найджел попадает в эпоху ближе к современности и находит мегалодона — акулу, достигавшую 15 метров в длину. Потом Марвен посещает юрский период, чтобы найти крупную морскую рептилию — лиоплевродона, по пути он находит и пищу рептилии — лидсихтисов. И наконец Найджел Марвен попадает в «Адский аквариум» в меловом периоде.Там Найджел находит несколько хищников, но главный хищник «Адского аквариума» — это тилозавр. Когда Найджел ныряет в воду, он остаётся наедине с этими ужасными монстрами.

### «Прогулки с монстрами: жизнь до динозавров»
Год выпуска: 2005. Продолжительность 90 минут. Закадровый голос — Кеннет Брана
Рассказывает о необычайных животных, господствующих на Земле до динозавров. Путешествие с доисторическими чудовищами начинается 530 миллионов лет до н. э., в Кембрийском периоде и оканчивается в триасовом периоде.